# Rhynchosia wellmaniana
Rhynchosia wellmaniana är en ärtväxtart som beskrevs av Hermann August Theodor Harms. Rhynchosia wellmaniana ingår i släktet Rhynchosia och familjen ärtväxter. IUCN kategoriserar arten globalt som otillräckligt studerad. Inga underarter finns listade i Catalogue of Life.